# 스즈키 신고
스즈키 신고(일본어: 鈴木 慎吾, 1978년 3월 20일 ~ )는 일본의 전 축구 선수이다.

## 구단 경력
과거 우라와 레즈, 알비렉스 니가타, 교토 상가 FC, 오이타 트리니타, 도쿄 베르디, 기라반츠 기타큐슈, 알비렉스 니가타 싱가포르에서 활동하였다.